# Ward Lockwood

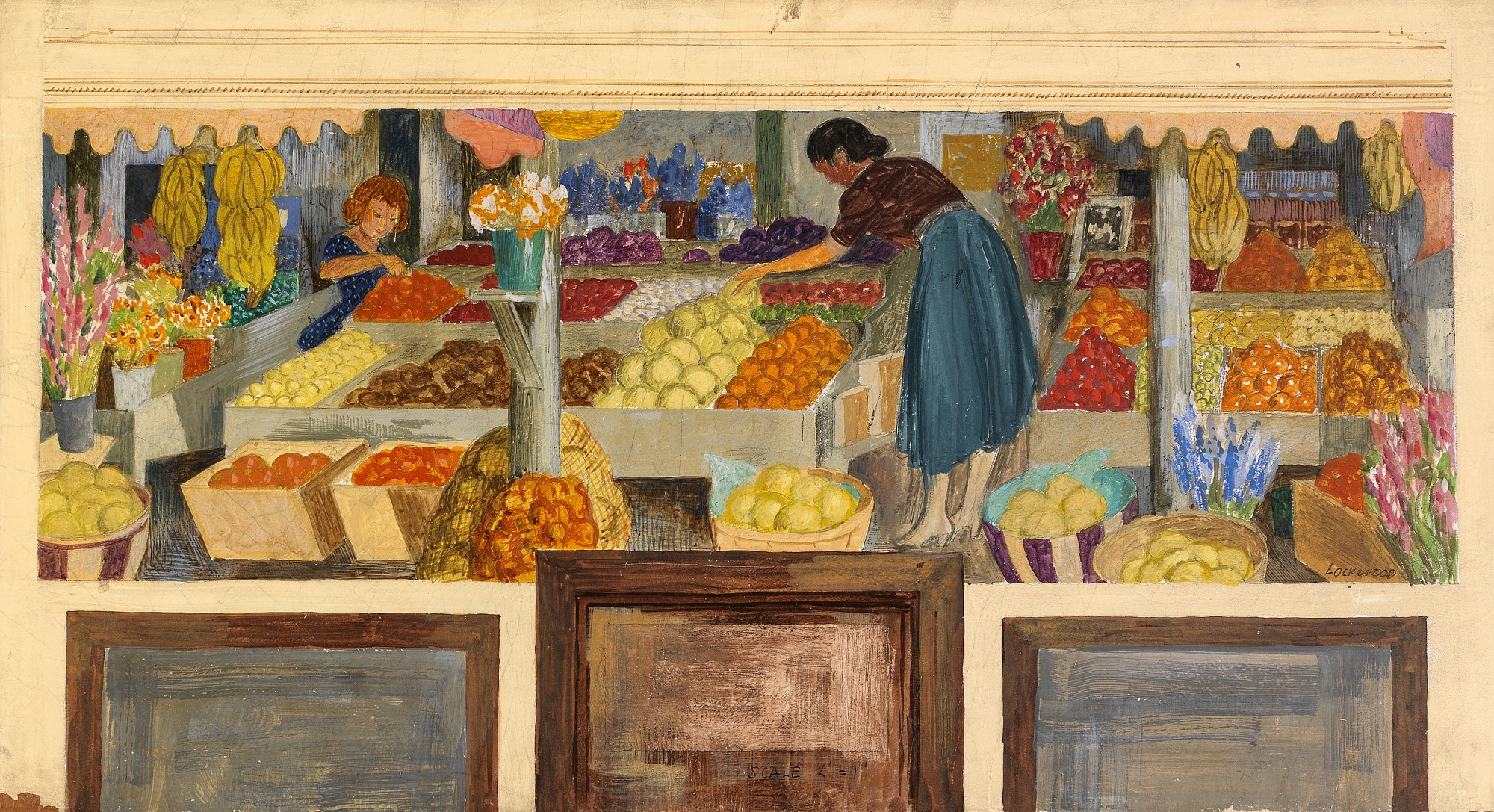
Harvest of the Rio Grande Valley (Wandbildstudie, Edinburgh, Texas Post Office). Smithsonian American Art Museum

John Ward Lockwood (* 22. September 1894 in Atchison, Kansas; † 6. Juli 1963 in Taos, New Mexico) war ein US-amerikanischer Maler, Grafiker und Kunstpädagoge. Er war Gründer der Kunstabteilung der University of Texas in Austin und schuf zahlreiche Werke der Landschaftsmalerei sowie Wandmalereien für öffentliche Gebäude.

## Leben
Ward Lockwood erhielt schon früh eine künstlerische Ausbildung und studierte von 1912 bis 1914 an der University of Kansas bei William Alexander Griffith und von 1914 bis 1916 an der Pennsylvania Academy of Fine Arts bei Henry McCarter.  Im Ersten Weltkrieg diente er von 1917 bis 1919 in der 89. Division der American Expeditionary Force und nahm an den Kämpfen der Argonne-Offensive und bei Saint-Mihiel teil. Nach Kriegsende arbeitet Ward Lockwood kurz als Kunstredakteur für Capper Publications, bevor er 1921 nach Frankreich zurückkehrte. In Paris unterhielt er ein Atelier auf dem Montmartre und besuchte die Académie Ranson, wo er von Maurice Denis und Jules Émile Zingg unterrichtet wurde. Unzufrieden mit dem akademischen Unterricht, studierte er stattdessen Werke im Louvre und in Kunstgalerien. 1922 kehrte er in die USA zurück und arbeitete als Maler in Kansas City. 1924 heiratete er Clyde Bonebreak, die ihn in seiner künstlerischen Laufbahn unterstützte.
1926 besuchte Ward Lockwood zum ersten Mal Taos, New Mexico, wo er sich 1928 niederließ. Seine frühen Arbeiten in Taos konzentrierten sich auf Landschaftsdarstellungen, die sich von den konventionellen Darstellungen der indigenen Bevölkerung und der Adobe-Architektur unterschieden. In den 1930er Jahren entwickelte er eine stärker strukturierte Malweise und schuf unter anderem Winterlandschaften mit betonten Kontrasten von Licht und Schatten. Gleichzeitig arbeitete Ward Lockwood als Wandmaler für die Works Progress Administration (WPA), ein Programm des New Deal. Er schuf Wandmalereien für das Gerichtsgebäude in Taos County (1933–34), das Postamt in Wichita (1935), das Post Office Department Building in Washington, D.C. (1937), das Postamt und das Gerichtsgebäude in Lexington, Kentucky (1937) sowie für Postämter in Edinburg und Hamilton, Texas (1939 bzw. 1941).
1938 wurde Ward Lockwood Professor für Kunst an der University of Texas in Austin, wo er die Kunstabteilung aufbaute und neue Kurse wie Wandmalerei in den Lehrplan einführte. Während des Zweiten Weltkriegs diente er ab 1942 erneut in der US Army und erreichte den Rang eines Obersts. Nach dem Krieg kehrte er für kurze Zeit nach Austin zurück, bevor er sich 1947 beurlauben ließ, um in Taos zu malen. Von 1948 bis 1961 lehrt Ward Lockwood an der University of California, Berkeley, unterbrochen von einer Lehrtätigkeit an der University of Kansas (1957–59). Während dieser Zeit experimentierte er mit neuen Techniken und Medien, darunter Acrylmalerei, abstrakte Kunst und Collagen. Nach seiner Pensionierung 1961 kehrte er nach Taos zurück und war 1962 Gastprofessor an der University of Washington in Seattle.
Ward Lockwood nahm an mehr als 40 Einzelausstellungen teil, darunter sieben in Texas, und erhielt Preise von Institutionen wie dem Art Institute of Chicago (1931), dem San Francisco Museum of Fine Arts (1932) und der Texas Fine Arts Association (1946). Eine posthume Retrospektive seines Werks wurde 1967 vom Kunstmuseum der Universität von Texas organisiert und in mehreren Museen in den Vereinigten Staaten gezeigt. Seine Werke befinden sich in den Sammlungen des Dallas Museum of Art, des Marion Koogler McNay Art Museum in San Antonio, des Harwood Museum of Art in Taos, des Denver Art Museum, des Spencer Museum in Kansas sowie des Metropolitan Museum of Art und des Whitney Museum of American Art.